# Episodi di FBI: Most Wanted (quarta stagione)
La quarta stagione della serie televisiva FBI: Most Wanted, composta da 22 episodi, è trasmessa negli Stati Uniti d'America sul canale CBS dal 20 settembre 2022 al 16 maggio 2023.
In Italia è stata trasmessa su Italia 1 dal 20 agosto al 22 ottobre 2023. L'episodio 16, crossover con FBI e FBI: International che vengono trasmesse invece su Rai 2, è andato in onda fuori sequenza l'8 ottobre 2023, al termine degli episodi 15 e 17 della quarta stagione stessa.
| nº | Titolo originale              | Titolo italiano                  | Prima TV USA      | Prima TV Italia   |
| -- | ----------------------------- | -------------------------------- | ----------------- | ----------------- |
| 1  | Iron Pipeline                 | Iron Pipeline                    | 20 settembre 2022 | 20 agosto 2023    |
| 2  | Taxman                        | L'esattore                       | 27 settembre 2022 | 20 agosto 2023    |
| 3  | Succession                    | Regali di Natale                 | 4 ottobre 2022    | 27 agosto 2023    |
| 4  | Gold Diggers                  | I cavalieri del cerchio d'oro    | 11 ottobre 2022   | 27 agosto 2023    |
| 5  | Chains                        | L'ancora e il martello           | 18 ottobre 2022   | 3 settembre 2023  |
| 6  | Patent Pending                | Effetti psichedelici             | 15 novembre 2022  | 3 settembre 2023  |
| 7  | Karma                         | Karma                            | 22 novembre 2022  | 10 settembre 2023 |
| 8  | Appeal                        | Ambizione mortale                | 13 dicembre 2022  | 10 settembre 2023 |
| 9  | Processed                     | Segreti di famiglia              | 3 gennaio 2023    | 17 settembre 2023 |
| 10 | False Flag                    | Vittima del dolore               | 10 gennaio 2023   | 17 settembre 2023 |
| 11 | Crypto Wars                   | Crypto Wars                      | 24 gennaio 2023   | 24 settembre 2023 |
| 12 | Black Mirror                  | Lo specchio nero                 | 14 febbraio 2023  | 24 settembre 2023 |
| 13 | Transaction                   | In nome dell'onore               | 21 febbraio 2023  | 1º ottobre 2023   |
| 14 | Wanted: America               | Wanted: America                  | 28 febbraio 2023  | 1º ottobre 2023   |
| 15 | Double Fault                  | Doppio fallo                     | 14 marzo 2023     | 8 ottobre 2023    |
| 16 | Imminent Threat               | Attacco imminente (ultima parte) | 4 aprile 2023     | 8 ottobre 2023    |
| 17 | The Miseducation of Metcalf 2 | Triangolo pericoloso             | 11 aprile 2023    | 8 ottobre 2023    |
| 18 | Rangeland                     | Rangeland                        | 18 aprile 2023    | 15 ottobre 2023   |
| 19 | Bad Seed                      | Un nuovo inizio                  | 25 aprile 2023    | 15 ottobre 2023   |
| 20 | These Walls                   | Merce di scambio                 | 2 maggio 2023     | 22 ottobre 2023   |
| 21 | Clean House                   | Il sogno americano               | 9 maggio 2023     | 22 ottobre 2023   |
| 22 | Heaven Falling                | Giustizia è fatta                | 16 maggio 2023    | 22 ottobre 2023   |

## Iron Pipeline
- Titolo originale: Iron Pipeline
- Diretto da: Peter Stebbings
- Scritto da: Richard Sweren

### Trama
Mentre Barnes torna dal congedo di maternità incontra Remy, che gli racconta del definitivo trasferimento di Ortiz a Los Angeles, per continuare a prendersi cura del padre malato. Intanto, la Fugitive Task Force indaga, con l'aiuto di un agente dell'ATF, sulla morte di una famiglia di quattro persone in un motel della Georgia. Il team scopre un legame tra le vittime e la vendita illegale di armi e inizia la caccia all'omicida: Walker, un ragazzo con precedenti ed emotivamente instabile, con complice un altro giovane, Dante, più che altro succube dell'amico e dal quale fugge dopo che il primo ha ucciso un poliziotto. Ferito, si costituisce aiutando l'FBI. Barnes fatica ad adattarsi ai cambiamenti nella squadra avvenuti durante la sua assenza e allo stile di leadership di Remy. La situazione si complica quando il team scopre che un padre, la cui bambina di 9 anni è morta in seguito a una sparatoria, si reca a una convention pro-armi e minaccia il relatore affinché mostri la foto del corpo della bambina martoriato dalle pallottole. Remy e i suoi riescono ad arrestarlo, anche se l'uomo raggiunge lo scopo della pubblicazione on line delle immagini. Intanto la situazione famigliare di Remy si fa sempre più critica a causa dell'aggravarsi dell'Alzheimer della madre e della difficoltà della sorella di Scott nel seguire adeguatamente l'anziana donna. Decidono di ricoverarla in una struttura e, dopo i sensi di colpa iniziali, si rasserenano nel vedere che la donna è felice e ben seguita.
- Ascolti USA: telespettatori 5 270 000[5]
- Ascolti Italia: telespettatori 937 000 – share 6,9%[6]

## L'esattore
- Titolo originale: Taxman
- Diretto da: Ken Girotti
- Scritto da: David Hudgins

### Trama
Mentre la Fugitive Task Force incontra l'agente dell'FBI Ray Cannon, il nuovo membro della squadra, si ritrovano alla ricerca di Darla, una criminale che sta prendendo di mira gli uffici dell'IRS nei quali fa esplodere delle bombe. La responsabile è una donna disturbata mentalmente che sente delle voci nella testa e con le quali parla fingendo di essere al telefono. Ben presto Scott e i suoi scoprono che era stata abbandonata in una stazione di servizio dai genitori, mai più rintracciati, e cresciuta passando da una famiglia di affido all'altra. Pur essendo in cura e avendo un lavoro, la donna scatena la sua psicosi in seguito al fatto di essere stata drogata e stuprata da due suoi colleghi durante una convention. Quando ha scoperto di essere rimasta incinta ha cercato di abortire ma i problemi con la clinica, che deve seguire rigide leggi antiabortiste, le impediscono di procedere. Remy e gli altri la rintracceranno proprio alla clinica dove ha preso in ostaggio il personale, salvando gli ostaggi e facendo ricoverare Darla. La situazione tra Barnes e Scott si fa sempre più tesa e i due cercano di chiarirsi.
- Ascolti USA: telespettatori 5 400 000[7]
- Ascolti Italia: telespettatori 871 000 – share 7%[6]

## Regali di Natale
- Titolo originale: Succession
- Diretto da: Tess Malone
- Scritto da: Wendy West

### Trama
Mentre la squadra, insieme alla DEA, inizia a cercare le persone che hanno attaccato e derubato un negozio di diamanti nel Diamond District, nel centro di New York, viene rivelato che il caso è collegato al passato sotto copertura di Kristin durante il suo periodo come agente a Miami. con legame con la famiglia Zamora. Due fratelli sono a New York in seguito all'assassinio del padre, entrambi in lizza per prendere il comando del cartello. Col senno di poi, il figlio maggiore, Manuel, ha segretamente preso il sopravvento e cospira con il figlio più giovane, Oscar, che si contende un posto a tavola. Gaines e la Task Force mettono al sicuro la figlia, Lucia, che era la sua informatrice mentre era sotto copertura, e mette lei e un'ex prostituta in una casa sicura. La DEA riceve informazioni privilegiate secondo cui Manuel sta conducendo uno spaccio di droga a Newark , che la Task Force smantella. Gaines affronta Oscar, che l'ha anche violentata durante il suo periodo sotto copertura, ma finisce per strangolarlo dopo che ha resistito all'arresto. Lucia fugge dall'ospedale dopo essere stata drogata e si scopre che ha ideato l'intero caso in modo da poter assumere lei stessa il controllo del cartello. Nonostante abbia discusso contro sua figlia affinché si facesse un tatuaggio, Gaines decide di farlo comunque dopo il caso.
- Ascolti USA: telespettatori 5 280 000[8]
- Ascolti Italia: telespettatori 792 000 – share 5,3%[9]

## I cavalieri del cerchio d'oro
- Titolo originale: Gold Diggers
- Diretto da: Don McCutcheon
- Scritto da: Stephanie Sengupta

### Trama
Un'archeologa viene sgozzata e sepolta in un bosco ma, non essendo morta, riesce a uscire dalla fossa; sfortunatamente muore in ospedale. Il team, indagando sul suo omicidio, scopre che è collegato a un'ingente quantità d'oro scomparsa misteriosamente durante la Guerra Civile. Tutto riconduce alla leggenda dei Cavalieri del Cerchio d'Oro: costituivano un circolo di ferventi Confederati pronti a fondare un nuovo Stato del Sud in caso di vittoria della guerra. Remy e i suoi arrivano a due dei cercatori, preoccupati della loro incolumità perché sono sicuri che la loro amica archeologa è stata uccisa perché sapeva dell'oro. Ben presto intervengono anche agenti del Ministero del Tesoro, anche loro convinti dell'esistenza dell'oro e del tutto disinteressati alla caccia all'assassino. L'omicida è un ranger, che è venuto a sapere dell'oro perché i proprietari del terreno avevano chiesto la concessione per scavare e lui si è spacciato per un funzionario federale autorizzato a rilasciare i premessi.
- Ascolti USA: telespettatori 5 410 000[10]
- Ascolti Italia: telespettatori 807 000 – share 6,1%[9]

## L'ancora e il martello
- Titolo originale: Chains
- Diretto da: Ken Girotti
- Scritto da: Elizabeth Rinehart

### Trama
Hana sta affrontando un viaggio notturno per andare dalla sorella; fermatasi a una stazione di servizio nota Ollie, una ragazzina con dei lividi sui polsi. Nel chiedere spiegazioni alla donna che accompagna Ollie, viene aggredita e rapita dall'uomo che viaggia insieme alla donna; i due sono rispettivamente padre e matrigna della bambina. Remy e i suoi iniziano le ricerche per trovarla e arrestare i responsabili. Ben presto gli agenti scopriranno che la coppia ha in piedi un giro di pedopornografia e che vendono la figlia ai pervertiti. Hana, rinchiusa insieme a Ollie, riesce a liberarsi dalle costrizioni e manomette il lettore MP3 della ragazzina per sbloccare la chiusura elettronica della loro prigione; fuggono fino ad arrivare alla strada e fermano un'auto su cui sfortunatamente viaggiano i carcerieri ma l'intervento dell'FBI, che nel frattempo le ha rintracciate, pone fine all'incubo. La vicenda mette in luce la storia di Hana: violentata a 23 anni da un uomo, si è vendicata hackerandolo; scoperta dalle autorità incontrò Jess LaCroix che, in cambio del carcere, le ha offerto un incarico nell'FBI.
- Ascolti USA: telespettatori 5 290 000[11]
- Ascolti Italia: telespettatori 990 000 – share 6,2%[12]

## Effetti psichedelici
- Titolo originale: Patent Pending
- Diretto da: Sudz Sutherland
- Scritto da: Ryan Causey

### Trama
Quando un imprenditore tecnologico viene assassinato, la squadra indaga e presto si ritrova ad entrare nel mondo delle sostanze psichedeliche per trovare il suo assassino, conducendoli da un giovane depresso e problematico, Jake Cooley, alle prese con gli effetti del suicidio di sua madre e della moglie manipolatrice, Becca McCann, di una coppia proprietaria di una scuola privata in cui lavorava. Scoprono anche che sta usando una sostanza specializzata e tira per fargli eseguire i suoi ordini, in qualche modo somigliante alla scopolamina. Dopo aver drogato le bottiglie d'acqua alla presentazione del suo rivale, McCann lo porta a Hudson Gorge, dove è morta la madre di Cooley. La Task Force e la polizia di stato arrivano e Scott parla con Cooley mentre McCann viene ucciso a colpi di arma da fuoco e si tuffa nella gola quando lei cerca di uccidere Cooley. Barnes salva Cooley dal suicidio. Gibson lotta con le conseguenze del suo rapimento, rifiutandosi di prendere pillole. Cannon propone un modo alternativo di affrontare la situazione per capire le cose.
- Ascolti USA: telespettatori 4 740 000[13]
- Ascolti Italia: telespettatori 958 000 – share 6,6%[12]

## Karma
- Titolo originale: Karma
- Diretto da: Cory Bowles
- Scritto da: D. Dona Le

### Trama
Le vacanze dei membri della squadra per il Giorno del ringraziamento sono saltate a causa di una serie di omicidi: un serial killer uccide diverse persone in un tempio buddhista e successivamente sembra prendere di mira altri seguaci di quella religione. Remy e la sua squadra risale ad Adam Moore un professore di chimica delle scuole superiori. Quando viene ucciso William Hunter, un ex senatore, sembra che il killer stia uscendo dallo schema, ma una poliziotta riferisce che conosce Moore; l'uomo si era presentato da lei con un elenco di nomi chiedendo che fossero perseguitati per crimini di guerra, richiesta a cui la detective non dà seguito per mancanza di prove. Remy scoprirà che il padre di Adam, malato terminale, aveva tratto in salvo molti vietnamiti durante la caduta di Saigon; il figlio Adam, volendo che il padre vedesse giustizia per i crimini di guerra di cui è stato testimone, ha prima chiesto aiuto alle autorità e in seguito ha deciso di farsi giustizia da sé. Adam rapisce il padre affinché veda morire uno degli spietati aguzzini del suo passato, famoso a suo tempo per trarre divertimento dall'uccidere i bambini, ma all'arrivo dell'FBI il padre lo convince a non uccidere altre persone; fattosi consegnare la pistola, sarà l'uomo a fare vendetta, per essere però subito dopo freddato da Remy.
- Ascolti USA: telespettatori 5 110 000[14]
- Ascolti Italia: telespettatori 1 029 000 – share 6,3%[15]

## Ambizione mortale
- Titolo originale: Appeal
- Diretto da: Heather Cappiello
- Scritto da: Spindrift Beck

### Trama
Tre procuratori vengono assassinati fuori da un bar in una città dell'Arkansas, e poco dopo viene assassinato anche il loro capo, il procuratore distrettuale. Inizialmente tutti gli indizi indicano come responsabili i membri di una banda latina, ma la pista viene abbandonata quando un altro procuratore viene assassinato. Le telecamere del parcheggio smascherano il colpevole, il giudice Howard Roarke, che ha recentemente fatto domanda per la Corte d'appello dello Stato. La sua domanda è stata respinta sulla base di giudizi negativi nei suoi confronti, e sta cercando vendetta contro le persone che ritiene rovinino la posizione dei bianchi nel sistema. La Task Force scopre ora ha preso di mira il governatore dell'Arkansas Nancy Novak, che sta partecipando a un evento di beneficenza e deve essere testata per il COVID-19. Con un mix di fentanyl e sostanze vaccinali, Roarke fa perdere i sensi sia al Governatore che alla sua guardia del corpo, ma i paramedici sono in grado di salvarli. La squadra tenta di fermare la fuga Roarke, e una guardia di sicurezza del sito riesce a sparargli. Intanto Cannon cerca giustizia per una donna di colore, Cora Love, e per suo figlio Caleb, che sono stati sfrattati dalla loro casa nonostante il loro contratto di locazione non fosse scaduto: il proprietario vuole infatti dare la casa a una coppia "bianca" a un prezzo più alto. Con l'aiuto di Hana, Cannon trova delle irregolarità finanziarie e minaccia il proprietario di scrivere un nuovo contratto di locazione o affrontare il carcere per evasione fiscale per un debito di $75 000.
- Ascolti USA: telespettatori 5 000 000[16]
- Ascolti Italia: telespettatori 915 000 – 6,2%[15]

## Segreti di famiglia
- Titolo originale: Processed
- Diretto da: Ken Girotti
- Scritto da: Melissa Scrivner-Love

### Trama
Una famosa psichiatra infantile, Olivia Kramer, viene rapita da Noah Tramble, il giovane fratellastro di una ex paziente, la quindicenne Ruthie Denham e la squadra si attiva per trovarla. Noah è stato cacciato dieci anni prima dalla propria famiglia dopo esser stato trovato in atteggiamenti equivoci con Ruthie, ma nessuno dei due ha alcun ricordo dell'evento: Noah perché al tempo era sempre ubriaco e strafatto, Ruthie perché era troppo piccola. Noah (che ha appena ucciso un uomo) usa la Kramer come supporto per tornare con la sua ex ragazza, che aveva scoperto il suo passato di presunto pedofilo e lo aveva cacciato di casa, ma Kramer fugge con la loro figlia Rose. Dopo il ricovero in ospedale di Ruthie, che ha cercato di suicidarsi, Noah la rapisce. Ruthie gli spiega, come ha fatto con Kristin Gaines in precedenza, che è stata molestata più di una volta, rendendosi conto che i suoi ricordi sono stati influenzati dagli adulti portandola a scoprire che il vero molestatore era il padre. Noah e Ruthie vanno ad affrontare l'uomo, che aveva usato la tossicodipendenza di Noah per coprire i suoi crimini. Gaines impedisce a Noah di uccidere il patrigno ed entrambi vengono arrestati. Intanto Gaines affronta un grosso litigio con sua figlia a causa di un permesso non dato per andare a una festa, ma le due si riconciliano promettendosi maggior sincerità.
- Ascolti USA: telespettatori 4 400 000[17]
- Ascolti Italia: telespettatori 1 051 000 – share 6%[18]

## Vittima del dolore
- Titolo originale: False Flag
- Diretto da: Cory Bowles
- Scritto da: Zach Cannon

### Trama
Il detective della polizia di Stato del Delaware Phil Brady viene rapito e successivamente giustiziato da una donna mascherata, che la Task Force scopre essere Kim Fogelman, il cui marito Joshua Fogelman è stato precedentemente arrestato dalla squadra. Kim, folle di dolore per la morte della figlia Maya, si è lasciata sedurre da alcune teorie complottiste dalla conduttrice di talkshow Tanya Waters, una donna arrogante e affamata di notorietà secondo cui la sparatoria in cui Maya è morta è stata una cospirazione da parte del Governo, che ha inscenato la morte della bimba e di altri bambini per rapirli e usarli come attori in altre stragi o scenari di guerra per influenzare l'opinione pubblica su certi temi. Credendo che sua figlia sia viva, Kim cospira con Wolfgang Blair, il figlio della Waters, per prendere di mira il politico di sinistra Damon Marshall, secondo loro coinvolto nel complotto. La Task Force convince la Waters a parlare con suo figlio: il colloquio viene trasmesso in diretta a sua insaputa e la sua troupe di produzione scopre che la giornalista ha inventato tutta la storia per fare audience. Dopo aver raggiunto la residenza di Marshall, la squadra mette fuori combattimento la Wolfgang. In prigione, le vengono dati gli effetti personali di Maya, anche se è ancora convinta che sia viva. Intanto, a causa della curiosità di sua figlia riguardo alla religione, Barnes prende in considerazione l'idea di andare in chiesa con sua madre per cercare un po' di pace, nonostante Charlotte non voglia permettere alla figlia di fare lo stesso.
- Ascolti USA: telespettatori 5 020 000[20]
- Ascolti Italia: telespettatori 890 000 – share 5,9%[18]

## Crypto Wars
- Titolo originale: Crypto Wars
- Diretto da: Milena Govich
- Scritto da: Christopher Salmanpour

### Trama
La squadra indaga su un'esplosione in una centrale energetica in Ohio legata all'uso dei bitcoin; le indagini portano inizialmente ad una Onlus molto attiva contro gli sprechi energetici e che depreca le aziende che consumano energia a fini commerciali. A capo di queste aziende controverse c'è un miliardario eccentrico e molto riservato, Graham Solinder, che viene rapito da alcune spie cinesi. Unico testimone del crimine è Dante, figlio del magnate: il ragazzo è un genio del computer, ma affetto da autismo e non è molto utile alle indagini. Ben presto Remy e la sua squadra scoprono che Solinder ha una chiavetta con un programma rivoluzionario che renderebbe superati e obsoleti tutti i sistemi bancari. Con l'aiuto di Dante, organizzeranno uno scambio per liberare l'uomo e ingannare le spie. Intanto a Remy e a sua sorella viene notificata l'udienza per l'istanza di scarcerazione dell'assassino di Michael Scott, fratello di Remy, ucciso 25 anni prima. Remy vuole testimoniare contro la scarcerazione, mentre la sorella vorrebbe lasciarsi tutto alle spalle.
- Guest star: Alana de la Garza (Isobelle Castillo)

- Ascolti USA: telespettatori 5 200 000[21]
- Ascolti Italia: telespettatori 1 084 000 – share 5,80%[22]

## Lo specchio nero
- Titolo originale: Black Mirror
- Diretto da: Jean de Segonzac
- Scritto da: Richard Sweren

### Trama
Luke Spottiswood e Chloe LeBlanc, due giovani poco più che adolescenti, si fermano lungo una strada per aiutare un prete rimasto in panne, ma vengono rapiti dall'uomo e da un suo complice, padre Jacob Varitek e suo fratello Rudolph, due fanatici religiosi. Quando Chloe scappa, uno dei rapitori la raggiunge: la seda con un tranquillante per cavalli e inavvertitamente la uccide. Remy si infiltra nella congregazione sotto copertura fingendosi un parroco nel tentativo di far confessare il rapimento al prete, ma il criminale si spaventa e fugge. Le indagini portano a un'inquietante scoperta: il padre dei due fratelli è morto tra atroci sofferenze a causa di una malattia, convincendo i figli che fosse opera del demonio. Nella loro follia, hanno rapito i ragazzi affinché Rudolph, che ha delle basi di medicina senza però che si sia mai laureato, possa compiere sul ragazzo sopravvissuto un'aberrante operazione e dargli l'aspetto del diavolo. Rudolph viene ucciso poco prima che possa torturare Luke, mentre padre Jacob, nell'opporsi all'arresto, viene ucciso da Remy. Remy si reca in Florida per testimoniare contro la scarcerazione di Davis, condannato per l'omicidio del fratello di Remy, avvenuto 25 anni prima, e che chiede il rilascio perché malato di tumore. La scarcerazione viene respinta, ma un'attivista si presenta da Remy: vuole fare un film sulla storia di Davis perché è stato giudicato da un giudice razzista (Davis è afroamericano) e vuole raccontare la sua storia, ma Remy la caccia via in malo modo.
- Ascolti USA: telespettatori 4 800 000[23]
- Ascolti Italia: telespettatori 951 000 spettatori – 5,90%[22]

## In nome dell'onore
- Titolo originale: Transaction
- Diretto da: Jon Cassar
- Scritto da: Khalid A. Moalim

### Trama
Sabrina, una ragazzina di quattordici anni, viene rapita da un albergo dove sembra si trovasse per prostituirsi. Il presunto cliente, Hassan, viene ucciso dal rapitore, e Remy col suo team si attiva per far luce sulla vicenda. Il problema è che la comunità somala, a cui la vittima appartiene, non nutre fiducia nelle autorità, senza contare che le famiglie coinvolte sono molto osservanti delle leggi dell'Islam e negano il coinvolgimento dei loro cari in qualcosa di illecito. Remy presto scopre che Sabrina era la sposa-bambina di Hassan; il padre della ragazzina, vergognandosi della frequentazione della figlia con un ragazzo di colore ma di origini statunitensi anziché africane come la loro, l'ha data in sposa in cambio di una cospicua dote. Mentre la vedova di Hassan rivuole indietro i soldi pagati dal marito per la dote, l'FBI scopre che il rapimento è stato messo in piedi dalla madre di Sabrina per salvarla dal matrimonio combinato. La donna ha organizzato tutto, compreso il trasferimento e l'affido di Sabrina a una famiglia che si prenda cura di lei. Il padre di Sabrina, scoperto il raggiro, si mette sulle tracce delle fuggitive con lo scopo di commettere un "delitto d'onore" per lavare l'onta della vergogna; uccide la moglie perché gli ha disubbidito e, poco prima di assassinare anche la figlia, viene ucciso dall'FBI.
- Ascolti USA: telespettatori 4 720 000[24]
- Ascolti Italia: telespettatori 1 219 000 – share 6,60%[25]

## Wanted: America
- Titolo originale: Wanted: America
- Diretto da: Ludovic Littee
- Scritto da: Wendy West

### Trama
Sparrow May, una giovane astro nascente del triathlon, viene uccisa. I sospetti si concentrano su Mavis, ex fidanzata di Colby, compagno di gare di Sparrow, apparentemente gelosa del rapporto tra l'uomo e Sparrow. Mavis è una donna instabile e irascibile: si presenta ferita a casa della sorella, che le offre protezione, raccontandole che Colby l'ha picchiata. Remy si ritrova ben presto davanti a diversi problemi: la trasmissione "Wanted: America", che spettacolarizza i delitti con la scusa di fare giornalismo investigativo, si interessa al caso, mentre il padre di Mavis, uomo con altrettanti problemi della figlia a gestire la rabbia, organizza la fuga di Mavis. Il padre la porta dalla ex moglie di Mavis, Leah, che approfitta del fatto che Mavis si è ferita a un piede per tenerla prigioniera e costringerla a farla tornare a vivere con lei, rivelando che anche Leah ha problemi psichiatrici. L'FBI riesce a trovare le due donne, uccidendo Leah e arrestando Mavis.
- Ascolti USA: telespettatori 4 720 000[26]
- Ascolti Italia: telespettatori 1 062 000 – share 6,50%[25]

## Doppio fallo
- Titolo originale: Double Fault
- Diretto da: Ken Girotti
- Scritto da: D. Dona Le

### Trama
Alcuni membri della squadra presenziano a una maratona sportiva a scopo sociale, ma durante l'evento viene rapita la tennista croata, ma di origine iraniana, Lula Arslan. Scott, di strada per partecipare alla corsa, si lancia all'inseguimento, ma viene ostacolato dagli agenti del NYPD durante una sparatoria in cui i rapitori cambiano veicolo. Gaines e Cannon rintracciano il veicolo in un aeroporto, dove i colpevoli rimangono uccisi in un tentativo di fuga fallito, ma la ragazza non c'è poiché è passata di mano ad altri complici. Gibson identifica i colpevoli come membri dell'intelligence iraniana che sono stati inviati a mettere a tacere Lula a causa delle sue proteste sui social per la morte di Mahsa Amini. Scott arriva al magazzino in cui Lula è tenuta prigioniera, e ne segue una sparatoria con gli altri rapitori. In un confronto tra l'FBI e i criminali, Lula convince uno dei suoi carcerieri a rivoltarsi contro il suo capo: lo uccide facendosi arrestare e liberando la ragazza. Una volta risolto il caso, Barnes più tardi torna a casa, cercando di trovare un terreno neutrale con suo padre che è da sempre contrariato per il fatto che la figlia faccia parte delle forze dell'ordine: l'uomo è infatti amareggiato per come le persone che dovrebbero servire il Paese usino la loro posizione di potere per maltrattare e uccidere gli afroamericani. Quando i suoi tentativi falliscono, lei gli rinfaccia che lui non riesce a vederla come un individuo separato dalla sua uniforme. L'uomo si scusa e promette di comportarsi meglio.
- Ascolti USA: telespettatori 5 140 000[27]
- Ascolti Italia: telespettatori 1 004 000 – share 6,50%[28][29]

## Attacco imminente (ultima parte)
- Titolo originale: Imminent Threat - Part Three
- Diretto da: Ken Girotti
- Scritto da: Elizabeth Rinehart (sceneggiatura); Rick Eid e Elizabeth Rinehart (soggetto)

### Trama
La Fugitive Task Force e l'ufficio di New York lavorano per garantire la sicurezza del presidente americano che deve tenere un discorso alle Nazioni Unite, solo per scoprire che è partito improvvisamente per Londra. Dopo aver salvato la responsabile delle risorse umane Allison Green, la task force scopre che suo fratello lavora per una società di sicurezza che David Laporta una volta ha contribuito a progettare, ma deduce che l'obiettivo è l'aeroporto JFK. All'aeroporto, l'FBI lavora con l'amministrazione per localizzare possibili punti bersaglio. I membri dell'ufficio di New York riescono a catturare i più stretti collaboratori di Lenkov, che erano travestiti da agenti della sicurezza aeroportuale. In seguito trovano e circondano Lenkov, che si rifiuta però di disarmare la bomba. Mentre stanno cercando l'ordigno, Scott e Scola incontrano Tom Davidson, una guardia di sicurezza che non è a conoscenza della cattura dei terroristi: scambia pertanto i due agenti per criminali e li minaccia con una pistola; Remy cerca di spiegargli che loro sono dell'FBI, ma l'uomo non gli crede. Poiché il tempo sta finendo, l'agente è costretto a sparargli. Raggiunta la bomba e non essendoci il tempo per far arrivare gli artificieri, Remy strappa un filo a caso dal timer, che fortunatamente è quello giusto. Giunto in ospedale dove è stata ricoverata la guardia, scopre che l'uomo è morto: Davidson aveva solo cercato di fare quello che credeva giusto e Remy non riesce a perdonarselo, anche se non ha avuto scelta. Chase, la compagna di Scola, ancora in ospedale, si riprende lentamente e anche il bambino che aspetta è salvo.
Questo episodio conclude un evento crossover che inizia con l'episodio 2x16 della serie FBI: International e continua nell'episodio 5x17 della serie FBI.
- Special guest star: Missy Peregrym (Maggie Bell), Zeeko Zaki (Omar Zidan), John Boyd (Stuart Scola), Luke Kleintank (Scott Forrester), Shantel VanSanten (Nina Chase), Alana de la Garza (Isobelle Castillo), Jeremy Sisto (Jubal Valentine).

- Ascolti USA: telespettatori 6 080 000[31]
- Ascolti Italia: telespettatori 1 004 000 – share 6,50%[28][29]

## Triangolo pericoloso
- Titolo originale: The Miseducation of Metcalf 2
- Diretto da: Sharon Lewis
- Scritto da: Stephanie SenGupta

### Trama
Le studentesse del Connecticut Bethany Storm, Maya Addison e Carly Cassidy si uniscono al fratello di quest'ultima, Patrick, dopo che i padri di Maya e di Bethany affrontano Patrick per il suo strano e ambiguo comportamento nei confronti delle figlie; durante la colluttazione il padre di Maya rimane ferito gravemente da un colpo di arma da fuoco. La Task Force si trova ad affrontare studenti sottoposti a lavaggio del cervello, ora stretti attorno a Patrick in un legame che ricorda una setta. Nonostante l'iniziale esitazione di Bethany, ella diventa completamente devota. La squadra riesce ad arrestare Carly quando cerca di comprare armi, ma lei si rifiuta di collaborare in nome della "famiglia" che ha con Patrick. Patrick e le altre due rapinano prima un negozio di armi e poi due banche, progettando di fuggire su un'isola lontana. Il team deduce dal tipo di sistema di sicurezza delle banche qual è il prossimo obiettivo della banda, che viene messa all'angolo durante il colpo successivo. Patrick viene colpito e Gibson parla con Bethany, convincendola ad arrendersi. Intanto Gibson è impegnata in una missione secondaria non ufficiale per fermare un pedofilo, fingendosi una ragazzina di 13 anni: gli dà appuntamento e affronta l'uomo con le prove dei suoi crimini; Hana lo informa di aver spedito alla moglie, ai suoi familiari e al suo capo la copia delle chat di adescamento, rovinandogli la reputazione.
- Ascolti USA: telespettatori 5 030 000[32]
- Ascolti Italia: telespettatori 1 004 000 – share 6,50%[28][29]

## Rangeland
- Titolo originale: Rangeland
- Diretto da: Loren Yaconelli
- Scritto da: Richard Sweren e Ryan Causey

### Trama
La squadra viene chiamata in Wyoming dopo che due agenti dell'Ufficio per la gestione del territorio sono scomparsi dopo aver cercato di eseguire un mandato di sequestro di bestiame contro Will, un allevatore che non ha pagato le tasse fondiarie. Uno degli agenti, nel mettere mano al mandato, ha scatenato la reazione di Will, che uccide i due funzionari per poi sostenere che pensava che stessero prendendo le pistole. Will e il suo dipendente Frank, testimone degli omicidi, vanno dal fratello del primo, Cole, coinvolto in un'associazione di allevatori anti-governativi. Cole uccide Frank, perché quest'ultimo voleva andare alla polizia, e successivamente i fratelli rapiscono il capo dell'Ufficio Ken Garreth e lo sceriffo Molly Franklin, per poi sottoporli a un processo farsa davanti agli altri allevatori dell'associazione. Impiccano il capo, ma Will parla a favore dello sceriffo prima che l'FBI li circondi. Gli allevatori affrontano l'FBI e la Guardia Nazionale, ma l'FBI e lo sceriffo riescono a far uscire Cole e ad arrestarli. Intanto il pedofilo smascherato da Hana le invia un video in cui dichiara di volerle rovinare la vita e filma il suo suicidio. Tornata a New York, Gaines cerca di aiutarla ad affrontare la situazione.
- Ascolti USA: telespettatori 5 060 000[33]
- Ascolti Italia: telespettatori 1 080 000 – share 5,30%[34]

## Un nuovo inizio
- Titolo originale: Bad Seed
- Diretto da: Ludovic Littee
- Scritto da: Spindrift Beck e Chris Salmanpour

### Trama
La reporter locale del Vermont Lauren Baxter viene uccisa nel parcheggio fuori dal suo posto di lavoro, e le prove iniziali indicano un noto stalker, ma l'autopsia fornisce un'ora della morte tale da fornirgli un alibi per l'omicidio. In seguito a un altro omicidio di un dipendente farmaceutico in Massachusetts, la Task Force identifica il loro fuggitivo in Miles Maddox, che soffre di lupus, e così anche sua moglie Savannah. In seguito Remy e la sua squadra scoprono che i due desiderano vendicarsi del dottor Gregory Scanlon: l'uomo, che aveva una clinica della fertilità, ha usato il suo sperma illegalmente per fecondare le pazienti, trasmettendo la malattia ai bambini. I Maddox hanno scoperto di essere in realtà fratellastri e ora desiderano farla pagare al dottore, sia per la loro malattia che per la situazione semi incestuosa in cui si sono trovati. Savannah viene ferita dopo essere stata riconosciuta in una banca e in seguito abbandona Miles per affrontare Scanlon, torturandolo per fargli confessare i suoi crimini. Scott la dissuade, rivelandole che gli ultimi esami da lei eseguiti hanno evidenziato che è incinta. Intanto Remy è ancora alle prese con ciò che è successo a suo fratello: convinto sia da sua sorella che da Gaines, legge la nuova mozione sulla morte di Mikey. Scopre che le coltellate sono state inferte post mortem, e che quindi la scena del crimine è stata artefatta per incastrare Larry Davis.
- Ascolti USA: telespettatori 5 100 000[35]
- Ascolti Italia: telespettatori 1 027 000 – share 5,80%[34]

## Merce di scambio
- Titolo originale: These Walls
- Diretto da: Peter Stebbings
- Scritto da: David Hudgins e Richard Sweren

### Trama
Scott e Gaines si recano in un penitenziario del New Jersey per parlare con un informatore, Mays Miller, riguardo alla morte di un collega agente. Prima di andarsene, scoppiano dei disordini tra due bande del penitenziario, gli Aryan Saints e i Sixty-Fivers, con i primi che chiedono la consegna di Miller ai secondi, perché sanno che è una spia. Durante il caos, il figlio decenne di un detenuto in visita con la zia al padre si perde e il resto della task force viene chiamato per aiutare nella ricerca. Il capo della sicurezza del carcere, un uomo che è stato costretto sotto minacce a lavorare per i Saints, consegna il bimbo alla gang. Scott fa un accordo con il detenuto padre del bambino, Jordan Williams, per scambiare il bambino con Miller. Al momento dello scambio, Cannon uccide il leader dei Saints prima che possa eliminare Miller. In cambio Miller fa il nome dell'assassino dell'agente, che viene rapidamente arrestato. Intanto Remy apprende da Wade che un testimone dimostra che Davis è innocente e che non si trovava affatto vicino a Mikey prima della sua morte. Chiama pertanto l'avvocato, determinato a scoprire chi fosse il testimone.
- Ascolti USA: telespettatori 5 040 000[36]
- Ascolti Italia: telespettatori 1 071 000 – share 5,30%[37]

## Il sogno americano
- Titolo originale: Clean House
- Diretto da: Milena Govich
- Scritto da: Wendy West e Rickey Cook

### Trama
Xiomara Torres e Regina Marquez sono due giovani venezuelane richiedenti asilo che iniziano a lavorare senza saperlo per un malavitoso, Carlos Morales, il quale affida loro un presunto lavoro di pulizia che consiste nel seppellire un cadavere. Regina rifiuta e lotta contro Morales, mentre Xiomara fugge brevemente fino a quando Regina non viene uccisa e Morales la ricattura. Attraverso l'impresa di pulizie, Morales fa lavorare Xiomara in un hotel di lusso a New York City come prostituta, e lei viene assegnata a intrattenere il famoso e ricchissimo immobiliarista Easton Harcourt. La ragazza, ignara di essere lì per vendersi sessualmente, oppone resistenza e viene successivamente trovata morta; la squadra di Remy identifica Morales e lo cattura. Le informazioni che ottengono indicano che Morales forniva alle richiedenti asilo lavoro nell'hotel, mentre Harcourt le sfruttava sessualmente e che uccideva se disobbedivano. L'uomo è molto potente e riesce a nascondere i suoi omicidi con la connivenza dell'albergo e in particolare con una donna, immigrata pure lei, che portava ad Harcourt le ragazze e che faceva sparire i corpi quando lui le uccideva. L'entità dei suoi crimini porta la sua avvocata a dimettersi e, all'arrivo dell'FBI, l'uomo tenta di fuggire, ma la task force lo arresta. In seguito Barnes, Gibson e Gaines partecipano al funerale di molte delle sue vittime non identificate, trovate tutte in una fossa comune.
Intanto Scott torna in Florida per porgere le sue scusa a Davis, che le accetta con riluttanza e gli permette di vedere il rapporto sul testimone non identificato. Durante il processo di scarcerazione, Scott incarica Gibson di identificare il testimone.
- Ascolti USA: telespettatori 5 050 000[38]
- Ascolti Italia: telespettatori 907 000 – share 5,10%[37]

## Giustizia è fatta
- Titolo originale: Heaven Falling
- Diretto da: Ken Girotti
- Scritto da: David Hudgins

### Trama
La squadra aiuta Scott a indagare nuovamente sul caso di suo fratello. Remy parla con il testimone, che rivela che Mikey aveva litigato con un collega; il testimone inoltre viene poi trovato morto qualche tempo dopo che l'ex amico di Mikey, Benji Piccagli, si è dato alla fuga. Il poliziotto che ha parlato con il testimone 25 anni prima conferma che la dichiarazione del testimone utilizzata nel fascicolo di Davis è falsa, ma rivela anche che era coinvolta una ragazza, che viene identificata come Jenna Marks. La task force si reca a Montreal e, durante il viaggio in treno, Scott costringe Benji a confessare. Egli spiega di aver colpito Mikey con una pietra dopo che avevano litigato ubriachi a causa di Jenna. In seguito i suoi genitori lo aiutarono a coprire il crimine, incastrando Davis corrompendo il procuratore distrettuale per condannarlo. Dopo l'arresto di Benji, Scott viene informato che Davis è morto a causa del cancro. Nel documentario di Wade, Remy si scusa pubblicamente con Davis. Incontra anche Jenna, che rivela di essersi a suo tempo recata in Florida per informare Mikey di essere incinta. Scott scopre quindi di essere zio e va a trovare suo nipote, Corey.
- Guest star: Alana de la Garza (Isobelle Castillo)
- Ascolti USA: telespettatori 4 830 000[39]
- Ascolti Italia: telespettatori 768 000 – share 5,70%[37]